# Закон Японії про Сили Самооборони
Закон про Сили Самооборони (яп. 自衛隊法, じえいたいほう, дзіейтай-хо) — закон Японії № 165 від 9 червня 1954 року, який проголосив заснування Сил Самооборони Японії, визначив їхню організацію, структуру, права та обов'язки. Разом із Законом про заснування Міністерства оборони називаються «Двома законами про оборону Японії».